# 下石戟
下石 戟（しもいし げき、1987年3月20日 - ）は、日本プロ麻雀協会に所属する競技麻雀のプロ雀士。

## 来歴
滋賀県出身。大学の友人に勧められて麻雀を始める。
2009年、「下井 重貴」名義で日本プロ麻雀協会に入会（第8期前期）。第6回オータムチャレンジカップ（現・オータムチャンピオンシップ）ではノンシードから勝ち上がり、決勝では初戦ラスからの巻き返しで優勝し初タイトルを獲得。
2023年10月、RMUクラウンを制する。
2024年8月4日に行われた第23期雀王戦A1リーグ第4節B卓第4試合（配信対局、対戦相手は真田槐、田幸浩、菊地俊介）の東1局にて地和を和了。ちなみに下石は、2015年11月19日の配信対局で月島ひかる（RMU）が天和を和了った際に同卓している。
2025年、Mリーグ・BEAST Xの主催する「メンバー入替オーディション」とEX風林火山の主催する「ドラフト会議指名選手オーディション」にダブルエントリー。BEAST Xオーディションでは浅井裕介の猛追を振り切って優勝しMリーグ入りを内定させると同時に、決勝卓に残っていたEX風林火山オーディションとのダブル優勝の可能性を残したが、EX風林火山オーディションでは1回戦でトップを取ったものの以降3着-3着と沈み、ダブル優勝とはならなかった。
2025年6月30日に行われたMリーグ2025-26ドラフト会議で、BEAST Xから1巡目指名を受けた。

## 雀風・人物
- 自身で「踏み込みが強い」と表現するような押しの強い雀風。また「広角に打ち分けられる（状況に応じて何でも出来る）」ことと、実家が神社であることにちなんで、自分の打法を「神主打法」とも表現している[10]。
- 日本プロ麻雀協会公式サイトに掲載しているキャッチコピーは「第六天魔王」[2]。
- YouTubeのコメントで「高評価お願いします」とコメントして以降、最高位戦の一部雀士から高評価おじさんと呼ばれている。自身のスマホも朝倉康心や醍醐大のアクスタ及びシールを貼っている。

## 獲得タイトル
- 第6回オータムチャレンジカップ[2]（獲得時は下井 重貴名義[11]）
- 第15期RMUクラウン